# Michael Bradley (basketballer)
Michael Bradley (Worcester, 18 april 1979) is een Amerikaans voormalig basketballer en basketbalcoach.

## Carrière
Bradley speelde collegebasketbal voor de Kentucky Wildcats van 1997 tot 1999. Na een jaar te hebben uitgezeten maakte hij de overstap naar de Villanova Wildcats. In de NBA draft van 2001 werd hij als zeventiende door de Toronto Raptors. Hij speelde tot in maart 2024 bij de club maar zijn contract werd ontbonden. Hij tekende daarop een contract voor de rest van het seizoen bij de Atlanta Hawks. Aan het einde van het seizoen tekende hij een contract bij de Orlando Magic. In januari 2005 werd hij geruild naar de Sacramento Kings samen met Cuttino Mobley voor Doug Christie.
In februari 2005 werd hij geruild naar de Philadelphia 76ers samen met Matt Barnes en Chris Webber voor Brian Skinner, Kenny Thomas en Corliss Williamson. Hierna tekende hij bij het Spaanse Gipuzkoa Basket. Hij speelde gedurende de zomer van 2007 voor de Phoenix Suns in de NBA Summer League. Hij tekende in de zomer van 2007 voor het Duitse Alba Berlin, hij verliet de club in november 2007. Hierna tekende hij in Litouwen bij KK Žalgiris Kaunas. Hij speelde in 2008 nog voor CB Granada. Zijn laatste seizoen speelde hij voor het Deense BK Amager.
Na zijn spelerscarrière was hij twee jaar een basketbalmakelaar en daarna een basketbalcoach.

## Statistieken

### Regulier seizoen
| Seizoen  | Team               | WG  | WS | MPW  | 2P%  | 3P%  | FW%  | RPW | APW | SPW | BPW | PPW |
| -------- | ------------------ | --- | -- | ---- | ---- | ---- | ---- | --- | --- | --- | --- | --- |
| 2001/02  | Toronto Raptors    | 26  | 0  | 4,5  | 52,0 | 0,0  | 50,0 | 0,9 | 0,1 | 0,0 | 0,2 | 1,2 |
| 2002/03  | Toronto Raptors    | 67  | 11 | 19,6 | 48,1 | 16,7 | 52,2 | 6,1 | 1,0 | 0,2 | 0,5 | 5,0 |
| 2003/04  | Toronto Raptors    | 5   | 0  | 7,6  | 33,3 | 0,0  | 50,0 | 2,2 | 0,2 | 0,2 | 0,0 | 0,6 |
| 2003/04  | Atlanta Hawks      | 11  | 1  | 5,5  | 50,0 | 0,0  | 0,0  | 1,1 | 0,0 | 0,2 | 0,0 | 1,1 |
| 2004/05  | Orlando Magic      | 8   | 0  | 6,9  | 42,9 | 0,0  | 0,0  | 1,8 | 0,3 | 0,1 | 0,3 | 0,8 |
| 2004/05  | Sacramento Kings   | 8   | 0  | 6,0  | 66,7 | 0,0  | 33,3 | 1,4 | 0,3 | 0,0 | 0,0 | 2,3 |
| 2004/05  | Philadelphia 76ers | 2   | 0  | 8,0  | 80,0 | 0,0  | 50,0 | 1,5 | 0,5 | 0,0 | 0,0 | 4,5 |
| 2005/06  | Philadelphia 76ers | 46  | 1  | 8,0  | 40,5 | 20,0 | 66,7 | 2,3 | 0,4 | 0,1 | 0,2 | 1,5 |
| Carrière | Carrière           | 173 | 13 | 11,7 | 47,7 | 14,3 | 51,1 | 3,4 | 0,5 | 0,1 | 0,3 | 2,8 |

### Play-offs
| Seizoen   | Team            | WG | WS | MPW | 2P% | 3P% | FW% | RPW | APW | SPW | BPW | PPW |
| --------- | --------------- | -- | -- | --- | --- | --- | --- | --- | --- | --- | --- | --- |
| 2001/02   | Toronto Raptors | 1  | 0  | 3,0 | 0,0 | 0,0 | 0,0 | 1,0 | 1,0 | 0,0 | 0,0 | 0,0 |
| Caarrière | Caarrière       | 1  | 0  | 3,0 | 0,0 | 0,0 | 0,0 | 1,0 | 1,0 | 0,0 | 0,0 | 0,0 |